# Станислав Владимирович
Станисла́в Влади́мирович (984/987 — ранее 1015) — князь Смоленский с приблизительно 988 года, сын Владимира Святославича.

## Биография
Единственный представитель династии Рюриковичей с таким именем (известным в домонгольской Руси вне княжеского именослова). Он упоминается только в списке сыновей Владимира, третьим от конца, из чего можно заключить, что относился к младшим его сыновьям. Скорее всего родился между 984 и 987 годами. Согласно сообщению поздней «Никоновской летописи», около 988 года Станислав получил в качестве удела Смоленск. Скорее всего он умер раньше отца, скончавшегося в 1015 году.